# Abbas Mirza Sharifzadeh
Pour les articles homonymes, voir Sharifzadeh.
Abbas Mirza Mirza Abdulrasul oghlu Sharifzadeh (en azéri : Abbas Mirzə Mirzə Əbdülrəsul oğlu Şərifzadə), né à Shamakhi (Empire russe) le 22 mars 1893 et mort à Bakou (Union soviétique) le 16 novembre 1938, est un acteur, metteur en scène et réalisateur azerbaïdjanais, également monteur de film. Il est Artiste émérite de la RSS d'Azerbaïdjan en 1935.

## Biographie
Abbas Mirza Sharifzadeh est nommé directeur en chef de l'Opéra d'État de l'Azerbaïdjan en 1926.
Victime de la répression stalinienne, Sharifzadeh est arrêté en décembre 1937 sur base de fausses accusations. Après presque un an d'interrogatoire et de torture, il est exécuté. Il est réhabilité en 1955.
Eldar Gasimov, qui a gagné le Concours Eurovision de la chanson 2011, est l'arrière petit-fils d'Abbas Mirza Sharifzadeh et de sa femme Marziyya Davudova.

## Filmographie partielle

### Comme réalisateur
- 1924 : Azərbaycana səyahət (az)
- 1925 : Bismillah (aussi monteur)
- 1925 : Şaxsey-vaxsey (az)
- 1929 : Hacı Qara (az) (aussi monteur)
- 1935 : Məhəbbət oyunu (az) (aussi monteur)

### Comme acteur
- 1924 : Bayquş (az)
- 1925 : Əvəz-əvəzə (az)